# Іст-Аллен Тауншип (округ Нортемптон, Пенсільванія)
Іст-Аллен Тауншип (англ. East Allen Township) — селище (англ. township) в США, в окрузі Нортгемптон штату Пенсільванія. Населення — 5013 особи (2020).

## Демографія
Згідно з переписом 2010 року, у селищі мешкали 4903 особи в 1943 домогосподарствах у складі 1484 родин. Було 2017 помешкань
Расовий склад населення:
| - 96,8 % — білих - 0,9 % — чорних або афроамериканців - 0,9 % — азіатів |

До двох чи більше рас належало 0,7 %. Частка іспаномовних становила 3,2 % від усіх жителів.
За віковим діапазоном населення розподілялося таким чином: 18,5 % — особи молодші 18 років, 62,4 % — особи у віці 18—64 років, 19,1 % — особи у віці 65 років та старші. Медіана віку мешканця становила 48,0 року. На 100 осіб жіночої статі у селищі припадало 101,9 чоловіків;  на 100 жінок у віці від 18 років та старших — 100,5 чоловіків також старших 18 років.
Середній дохід на одне домашнє господарство  становив 87 445 доларів США (медіана — 73 239), а середній дохід на одну сім'ю — 94 469 доларів (медіана — 82 109). Медіана доходів становила 51 380 доларів для чоловіків та 43 377 доларів для жінок. За межею бідності перебувало 2,9 % осіб, у тому числі 4,3 % дітей у віці до 18 років та 3,1 % осіб у віці 65 років та старших.
Цивільне працевлаштоване населення становило 2692 особи. Основні галузі зайнятості: освіта, охорона здоров'я та соціальна допомога — 18,3 %, роздрібна торгівля — 13,0 %, виробництво — 12,5 %.